# Porhydrus
Porhydrus is een geslacht van kevers uit de familie  waterroofkevers (Dytiscidae).
Het geslacht is voor het eerst wetenschappelijk beschreven in 1945 door Guignot.

## Soorten
Het geslacht omvat de volgende soorten:
- Porhydrus genei (Aubé, 1838)
- Porhydrus lineatus (Fabricius, 1775)
- Porhydrus obliquesignatus (Bielz, 1852)
- Porhydrus vicinus (Aubé, 1838)